# Elisabetta Alessandrina di Württemberg
Duchessa Elisabetta Alessandrina Costanza di Württemberg (Würzau, 27 febbraio 1802 – Karlsruhe, 5 dicembre 1864) era una figlia del Duca Luigi di Württemberg e della Principessa Enrichetta di Nassau-Weilburg. Per il suo matrimonio con il Principe Guglielmo di Baden, elle diventò una Principessa di Baden.

## Famiglia

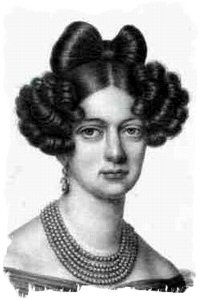
Elisabetta Alessandrina all'età di 18 anni

Elisabetta era una dei cinque figli nati dal Duca Luigi di Württemberg e dalla sua seconda moglie la Principessa Enrichetta di Nassau-Weilburg. Era sorellastra del Principe Adam di Württemberg, e sorella di Maria Dorotea, Arciduchessa d'Austria; Amalia, Duchessa di Sassonia-Altenberg; Paolina, Regina consorte di Württemberg; e del Duca Alessandro di Württemberg (il fondatore del ramo Teck della famiglia).
Nonni paterni di Elisabetta erano Federico II Eugenio, Duca di Württemberg e Federica Dorotea di Brandeburgo-Schwedt.
I suoi nonni materni erano Carlo Cristiano, Principe di Nassau-Weilburg e la Principessa Carolina di Orange-Nassau, una figlia di Guglielmo IV, Principe d'Orange.

## Matrimonio e figli
Il 16 ottobre 1830, Elisabetta sposò, a Stoccarda, il Principe Guglielmo di Baden.. Egli, dieci anni più vecchio di Elisabetta, era il secondogenito di Carlo Federico, Granduca di Baden e della sua seconda moglie, Luise Karoline Geyer von Geyersberg. A causa delle umili origini della madre, Guglielmo era stato a lungo escluso dalla linea di successione del Granducato di Baden, sinché suo fratello Leopoldo I, Granduca di Baden non era asceso al soglio granducale nel marzo di quello stesso anno.
Dal matrimonio nacquero quattro figlie:
- Guglielmina Amalia Paolina Enrichetta Luisa (7 maggio 1833 - 7 agosto 1834)
- Sofia Paolina Enrichetta Amalia Luisa (7 agosto 1834 - 6 aprile 1904), sposò Valdemaro, Principe di Lippe il 9 novembre 1858.
- Paolina Sofia Elisabetta Maria (18 dicembre 1835 - 15 maggio 1891)
- Leopoldina Guglielmina Paolina Amalia Massimiliana (22 febbraio 1832 - 23 dicembre 1913), sposò Ermanno, Principe di Hohenlohe-Langenburg il 24 settembre 1862.

Guglielmo morì l'11 ottobre 1859, ed Elisabetta lo seguì cinque anni dopo, spegnendosi il 5 dicembre 1864.

## Ascendenza
|                                                 |                                            |                                                      | Genitori                                            |  |  | Nonni |  |  | Bisnonni                              |  |  | Trisnonni                                     |  |
|                                                 |                                            |                                                      |                                                     |  |  |       |  |  | Carlo Alessandro, Duca di Württemberg |  |  | Federico Carlo, Duca di Württemberg-Winnental |  |
|                                                 |                                            |                                                      |                                                     |  |  |       |  |  | Carlo Alessandro, Duca di Württemberg |  |  | Federico Carlo, Duca di Württemberg-Winnental |  |
|                                                 |                                            | Eleonora Giuliana di Brandeburgo-Ansbach             |                                                     |  |  |       |  |  | Carlo Alessandro, Duca di Württemberg |  |  |                                               |  |
| Federico II Eugenio, Duca di Württemberg        |                                            |                                                      |                                                     |  |  |       |  |  | Carlo Alessandro, Duca di Württemberg |  |  |                                               |  |
|                                                 |                                            | Maria Augusta di Thurn und Taxis                     | Anselmo Francesco, II Principe di Thurn und Taxis   |  |  |       |  |  |                                       |  |  |                                               |  |
|                                                 |                                            | Maria Augusta di Thurn und Taxis                     | Anselmo Francesco, II Principe di Thurn und Taxis   |  |  |       |  |  |                                       |  |  |                                               |  |
|                                                 |                                            | Maria Augusta di Thurn und Taxis                     | Maria Ludovica Anna di Lobkowicz                    |  |  |       |  |  |                                       |  |  |                                               |  |
| Luigi di Württemberg                            |                                            | Maria Augusta di Thurn und Taxis                     |                                                     |  |  |       |  |  |                                       |  |  |                                               |  |
|                                                 |                                            | Federico Guglielmo, Margravio di Brandeburgo-Schwedt | Filippo Guglielmo, Margravio di Brandeburgo-Schwedt |  |  |       |  |  |                                       |  |  |                                               |  |
|                                                 |                                            | Federico Guglielmo, Margravio di Brandeburgo-Schwedt | Filippo Guglielmo, Margravio di Brandeburgo-Schwedt |  |  |       |  |  |                                       |  |  |                                               |  |
|                                                 |                                            | Federico Guglielmo, Margravio di Brandeburgo-Schwedt | Principessa Giovanna Carlotta di Anhalt-Dessau      |  |  |       |  |  |                                       |  |  |                                               |  |
| Federica Dorotea di Brandeburgo-Schwedt         |                                            | Federico Guglielmo, Margravio di Brandeburgo-Schwedt |                                                     |  |  |       |  |  |                                       |  |  |                                               |  |
|                                                 |                                            | Sofia Dorotea di Prussia                             | Federico Guglielmo I di Prussia                     |  |  |       |  |  |                                       |  |  |                                               |  |
|                                                 |                                            | Sofia Dorotea di Prussia                             | Federico Guglielmo I di Prussia                     |  |  |       |  |  |                                       |  |  |                                               |  |
|                                                 |                                            | Sofia Dorotea di Prussia                             | Sofia Dorotea di Hannover                           |  |  |       |  |  |                                       |  |  |                                               |  |
| Duchessa Elisabetta Alessandrina di Württemberg |                                            | Sofia Dorotea di Prussia                             |                                                     |  |  |       |  |  |                                       |  |  |                                               |  |
|                                                 | Carlo Augusto, Principe di Nassau-Weilburg | Giovanni Ernesto, Conte di Nassau-Weilburg           |                                                     |  |  |       |  |  |                                       |  |  |                                               |  |
|                                                 | Carlo Augusto, Principe di Nassau-Weilburg | Giovanni Ernesto, Conte di Nassau-Weilburg           |                                                     |  |  |       |  |  |                                       |  |  |                                               |  |
|                                                 | Carlo Augusto, Principe di Nassau-Weilburg | Maria Polissena di Leiningen-Hartsburg               |                                                     |  |  |       |  |  |                                       |  |  |                                               |  |
| Carlo Cristiano, Principe di Nassau-Weilburg    | Carlo Augusto, Principe di Nassau-Weilburg |                                                      |                                                     |  |  |       |  |  |                                       |  |  |                                               |  |
|                                                 |                                            | Augusta Federica Guglielmina di Nassau-Idstein       | Giorgio Augusto, Conte di Nassau-Idstein            |  |  |       |  |  |                                       |  |  |                                               |  |
|                                                 |                                            | Augusta Federica Guglielmina di Nassau-Idstein       | Giorgio Augusto, Conte di Nassau-Idstein            |  |  |       |  |  |                                       |  |  |                                               |  |
|                                                 |                                            | Augusta Federica Guglielmina di Nassau-Idstein       | Enrichetta Dorotea di Oettingen-Oettingen           |  |  |       |  |  |                                       |  |  |                                               |  |
| Principessa Enrichetta di Nassau-Weilburg       |                                            | Augusta Federica Guglielmina di Nassau-Idstein       |                                                     |  |  |       |  |  |                                       |  |  |                                               |  |
|                                                 |                                            | Guglielmo IV, Principe d'Orange                      | Giovanni Guglielmo Friso, Principe d'Orange         |  |  |       |  |  |                                       |  |  |                                               |  |
|                                                 |                                            | Guglielmo IV, Principe d'Orange                      | Giovanni Guglielmo Friso, Principe d'Orange         |  |  |       |  |  |                                       |  |  |                                               |  |
|                                                 |                                            | Guglielmo IV, Principe d'Orange                      | Langravia Maria Luisa d'Assia-Kassel                |  |  |       |  |  |                                       |  |  |                                               |  |
| Principessa Carolina d'Orange-Nassau            |                                            | Guglielmo IV, Principe d'Orange                      |                                                     |  |  |       |  |  |                                       |  |  |                                               |  |
|                                                 |                                            | Anna, Principessa Reale                              | Giorgio II di Gran Bretagna                         |  |  |       |  |  |                                       |  |  |                                               |  |
|                                                 |                                            | Anna, Principessa Reale                              | Giorgio II di Gran Bretagna                         |  |  |       |  |  |                                       |  |  |                                               |  |
|                                                 |                                            | Anna, Principessa Reale                              | Carolina di Ansbach                                 |  |  |       |  |  |                                       |  |  |                                               |  |
|                                                 |                                            | Anna, Principessa Reale                              |                                                     |  |  |       |  |  |                                       |  |  |                                               |  |